# Australian Journal of International Affairs
Australian Journal of International Affairs – australijskie czasopismo naukowe z dziedziny stosunków międzynarodowych. Ukazuje się od 1946, początkowo pod tytułem Australian Outlook. Obecnie wychodzi jako kwartalnik. Redakcja jest częścią Australijskiego Instytutu Spraw Międzynarodowych, zaś wydawcą brytyjska firma Routledge, wchodząca w skład grupy wydawniczej Taylor & Francis. Według swego wydawcy, pismo jest wiodącym australijskim periodykiem naukowym w tej dziedzinie.